# Persone di nome Regina
| Questa pagina contiene informazioni ricavate automaticamente dalle voci biografiche con l'ausilio del template Bio e di un bot. L'aggiornamento è periodico e automatico e ricostruisce completamente la pagina. Se manca una persona in questa lista, sei pregato di non aggiungerla, ma accertati piuttosto che la sua voce biografica contenga il template Bio e che i dati anagrafici siano correttamente compilati. Se il template Bio manca, inseriscilo tu stesso o, in alternativa, metti l'avviso {{tmp\|Bio}} che ne segnala la mancanza. Se i dati riportati sono sbagliati, correggi direttamente la voce biografica; le modifiche saranno visibili in questa lista entro pochi giorni. Per chiarimenti vedi il progetto antroponimi. La lista contiene solo le 61 persone che sono citate nell'enciclopedia e per le quali è stato implementato correttamente il template Bio. Pagina aggiornata al 22 giu 2025. |

Questa è una lista di persone presenti nell'enciclopedia che hanno il nome Regina, suddivise per attività principale.

## Animatrici(1)
- Regina Pessoa, animatrice portoghese (Coimbra, n. 1969)

## Astronome(1)
- Regina Podstanická, astronoma cecoslovacca (Látky, n. 1928 - Žilina, † 2000)

## Attiviste(2)
- Regina Egle Liotta, attivista italiana (Reggio Calabria, n. 1975)
- Regina Twala, attivista e scrittrice swazilandese (eNdaleni, n. 1908 - † 1968)

## Attrici(8)
- Regina Alcóver, attrice peruviana (Lima, n. 1948)
- Regina Bianchi, attrice italiana (Lecce, n. 1921 - Roma, † 2013)
- Regina Casé, attrice brasiliana (Rio de Janeiro, n. 1954)
- Regina Duarte, attrice brasiliana (Franca, n. 1947)
- Regina Hall, attrice statunitense (Washington, n. 1970)
- Regina King, attrice e regista statunitense (Los Angeles, n. 1971)
- Regina Orioli, attrice italiana (Roma, n. 1977)
- Regina Taylor, attrice, regista teatrale e drammaturga statunitense (Dallas, n. 1960)

## Biatlete(1)
- Regina Oja, biatleta estone (Tallinn, n. 1996)

## Bibliotecarie(1)
- Gina Algranati, bibliotecaria e scrittrice italiana (Roma, n. 1886 - Napoli, † 1963)

## Calciatrici(1)
- Regina Baresi, ex calciatrice italiana (Milano, n. 1991)

## Cantanti(2)
- Regina Lund, cantante e attrice finlandese (Vaasa, n. 1967)
- Regina Thoss, cantante e conduttrice radiofonica tedesca (Zwickau, n. 1946)

## Cantautrici(2)
- Regina Belle, cantautrice statunitense (Englewood, n. 1963)
- Regina Spektor, cantautrice e pianista statunitense (Mosca, n. 1980)

## Cestiste(5)
- Regina Bartholomäus, ex cestista tedesca (n. 1944)
- Courtney Clements, ex cestista statunitense (Santa Ana, n. 1989)
- Regina Mahoche, ex cestista mozambicana (Matola, n. 1990)
- Regina Palušná, ex cestista slovacca (Trnava, n. 1989)
- Regina Street, ex cestista statunitense (Memphis, n. 1962)

## Cicliste su strada(1)
- Regina Schleicher, ex ciclista su strada tedesca (Würzburg, n. 1974)

## Danzatrici(1)
- Regina Doria, ballerina e coreografa italiana (Torino, n. 1901 - Torino, † 1959)

## Ginnaste(1)
- Regina Weber, ex ginnasta tedesca (Winsen, n. 1963)

## Judoka(1)
- Regina Philips, ex judoka tedesca (n. 1970)

## Mezzofondiste(1)
- Regina Jacobs, ex mezzofondista statunitense (Los Angeles, n. 1963)

## Mezzosoprani(1)
- Regina Resnik, mezzosoprano e soprano statunitense (New York, n. 1922 - New York, † 2013)

## Musiciste(1)
- Regina Carter, musicista statunitense (Detroit, n. 1966)

## Nuotatrici(3)
- Regina Alférez Licea, nuotatrice artistica messicana (n. 1997)
- Reggie de Jong, ex nuotatrice olandese (Hilversum, n. 1964)
- Regina Veloso, nuotatrice portoghese (Chinde, n. 1939 - † 2024)

## Pallavoliste(1)
- Regina Moroz, ex pallavolista russa (Voronež, n. 1987)

## Partigiane(1)
- Regina Safirsztajn, partigiana polacca (Będzin, n. 1915 - campo di concentramento di Auschwitz, † 1945)

## Poetesse(1)
- Regina Ullmann, poetessa e scrittrice svizzera (San Gallo, n. 1884 - Ebersberg, † 1961)

## Politiche(1)
- Gina McCarthy, politica statunitense (Boston, n. 1954)

## Rabbini(1)
- Regina Jonas, rabbino e educatrice tedesca (Berlino, n. 1902 - Auschwitz, † 1944)

## Religiose(2)
- Regina Protmann, religiosa tedesca (Braunsberg, n. 1552 - Braunsberg, † 1613)
- Rani Maria Vattalil, religiosa indiana (Pulluvazhy, n. 1954 - Indore, † 1995)

## Rugbiste a 15(1)
- Regina Sheck, ex rugbista a 15 neozelandese (Tokoroa, n. 1969)

## Sante(1)
- Regina di Alise, santa romana (Grignon, n. 238 - Autun, † 253)

## Sciatrici alpine(4)
- Regina Häusl, ex sciatrice alpina tedesca (Bad Reichenhall, n. 1973)
- Regina Mader, ex sciatrice alpina austriaca (Sankt Johann in Tirol, n. 1985)
- Regina Sackl, ex sciatrice alpina austriaca (Hartberg, n. 1959)
- Regina Schöpf, sciatrice alpina austriaca (Seefeld in Tirol, n. 1935 - † 2008)

## Sciatrici freestyle(1)
- Regina Rachimova, sciatrice freestyle russa (Čusovoj, n. 1989)

## Sciatrici nautiche(1)
- Regina Jaquess, sciatrice nautica statunitense (Atlanta, n. 1984)

## Scrittrici(1)
- Regina Terruzzi, scrittrice e attivista italiana (Milano, n. 1862 - Firenze, † 1951)

## Scultrici(1)
- Regina Cassolo Bracchi, scultrice italiana (Mede, n. 1894 - Milano, † 1974)

## Soprani(2)
- Regina Pacini, soprano e filantropa portoghese (Lisbona, n. 1871 - Buenos Aires, † 1965)
- Regina Pinkert, soprano polacca (Varsavia, n. 1866 - Milano, † 1931)

## Tenniste(3)
- Regina Kulikova, ex tennista russa (Almaty, n. 1989)
- Regina Maršíková, ex tennista ceca (Praga, n. 1958)
- Regina Rajchrtová, ex tennista cecoslovacca (Havlíčkův Brod, n. 1968)

## Velociste(1)
- Regina George, velocista statunitense (Chicago, n. 1991)

## Violiniste(1)
- Regina Strinasacchi, violinista italiana (Ostiglia - Dresda, † 1839)

## Senza attività specificata(3)
- Regina Dal Cin, italiana (San Vendemiano, n. 1819 - Cappella Maggiore, † 1897)
- Regina Mingotti, italiana (Napoli, n. 1722 - Neuburg an der Donau, † 1808)
- Regina Josepha von Siebold, medica tedesca (Geismar, n. 1771 - Darmstadt, † 1849)